# Kamil Szeptycki
Kamil Szeptycki (ur. 27 stycznia 1991 w Immenstadt) – polski aktor teatralny i filmowy.

## Życiorys

### Edukacja
Jest absolwentem Liceum Ogólnokształcącego nr XVII im. Agnieszki Osieckiej we Wrocławiu. W 2016 roku ukończył studia w Państwowej Wyższej Szkoły Teatralnej w Krakowie (filia we Wrocławiu).

### Kariera
W teatrze zadebiutował w 2009 roku rolą Żewakina w Ożenku Nikołaja Gogola. W 2010 jego duet stworzony z Olgą Żmudą został nagrodzony Grand Prix Przeglądu Kultury Młodych „Przekręt”, a w 2011 za rolę Tewiego Mleczarza w Skrzypku na dachu otrzymał główną nagrodę aktorską „Przekrętu”. W 2014 roku wystąpił w teledysku Margaret do singla „Start a Fire”.
W roku 2014 wystąpił w roli Macieja Aleksego Dawidowskiego ps. Alek w filmie pt. Kamienie na szaniec. W kolejnym roku odgrywał pierwszoplanową rolę w serialu telewizyjnym TVN pt. Aż po sufit!. W 2021 roku wcielał się w jednego z głównych bohaterów – Tomka w filmie pt. Czarna owca.
W 2023 roku został twarzą kampanii dostawcy usług internetowych Home.pl, biorąc udział w reklamach firmy.

### Życie prywatne
Jest synem aktorki Małgorzaty Szeptyckiej.

## Filmografia

### Filmy
| Rok  | Tytuł                          | Rola                                    |
| ---- | ------------------------------ | --------------------------------------- |
| 2014 | Kamienie na szaniec            | Maciej Aleksy Dawidowski ps. Alek       |
| 2017 | Listy do M. 3                  | Przemo, sprzedawca w sklepie sportowym  |
| 2019 | Piłsudski                      | Kazimierz Sosnkowski                    |
| 2019 | Jak poślubić milionera?        | kolega Adama                            |
| 2020 | Banksterzy                     | Patryk, pracownik „Polskiego Banku”     |
| 2020 | Mistrz                         | Kropp                                   |
| 2021 | Czarna owca                    | Tomasz Gruz                             |
| 2022 | Parada serc                    | Dawid, partner Magdy                    |
| 2022 | Gorzko, gorzko                 | Krystian „Kris” Kosecki, narzeczony Oli |
| 2023 | Raport Pileckiego              | Jan Hrebenda                            |
| 2023 | Miłość do kwadratu bez granic  | Marcin                                  |
| 2023 | Miłość do kwadratu jeszcze raz | Marcin                                  |
| 2023 | Dzień matki                    | agent terenowy                          |
| 2025 | Chopin, Chopin!                | Julian Fontana                          |

### Seriale
| Rok       | Tytuł                   | Rola                                        | Uwagi    |
| --------- | ----------------------- | ------------------------------------------- | -------- |
| 2004      | Pierwsza Miłość         | Bogdan, podopieczny Domu Dziecka w Wadlewie |          |
| 2013      | Komisarz Alex           | Bartek Werner                               | odc. 49  |
| 2014      | Ojciec Mateusz          | Kuba Guzowski                               | odc. 149 |
| 2014      | Lekarze                 | Kacper Kowalski                             | odc. 59  |
| 2015      | Aż po sufit!            | Tomek Domirski                              |          |
| 2016      | Bodo                    | Eugeniusz Cękalski                          | odc. 12  |
| 2017      | Wojenne dziewczyny      | Jurek Bednar                                | odc. 5-9 |
| 2017      | W rytmie serca          | Daniel                                      | odc. 5   |
| 2017      | Lekarze na start        | doktor Piotr Szuma, lekarz stażysta         |          |
| 2018      | Komisarz Alex           | „Szczurek”                                  | odc. 135 |
| 2018      | Drogi wolności          | Klaus                                       | odc. 5   |
| 2018–2019 | Ślad                    | Tomasz Bączyk, technik IT                   |          |
| 2020      | Ojciec Mateusz          | Arek Taplak                                 | odc. 301 |
| 2022–2023 | To nie ze mną           | Roberto Trapieri                            |          |
| 2022      | Komisarz Alex           | Michał Wójcik                               | odc. 229 |
| 2023      | Dziewczyna i kosmonauta | kapitan Maciej Niedźwiecki                  |          |
| 2023      | Matylda                 | Boden                                       |          |
| 2023      | Kiedy ślub?             | Patryk Wróbel                               |          |

Źródło.